# شخصية أبوية

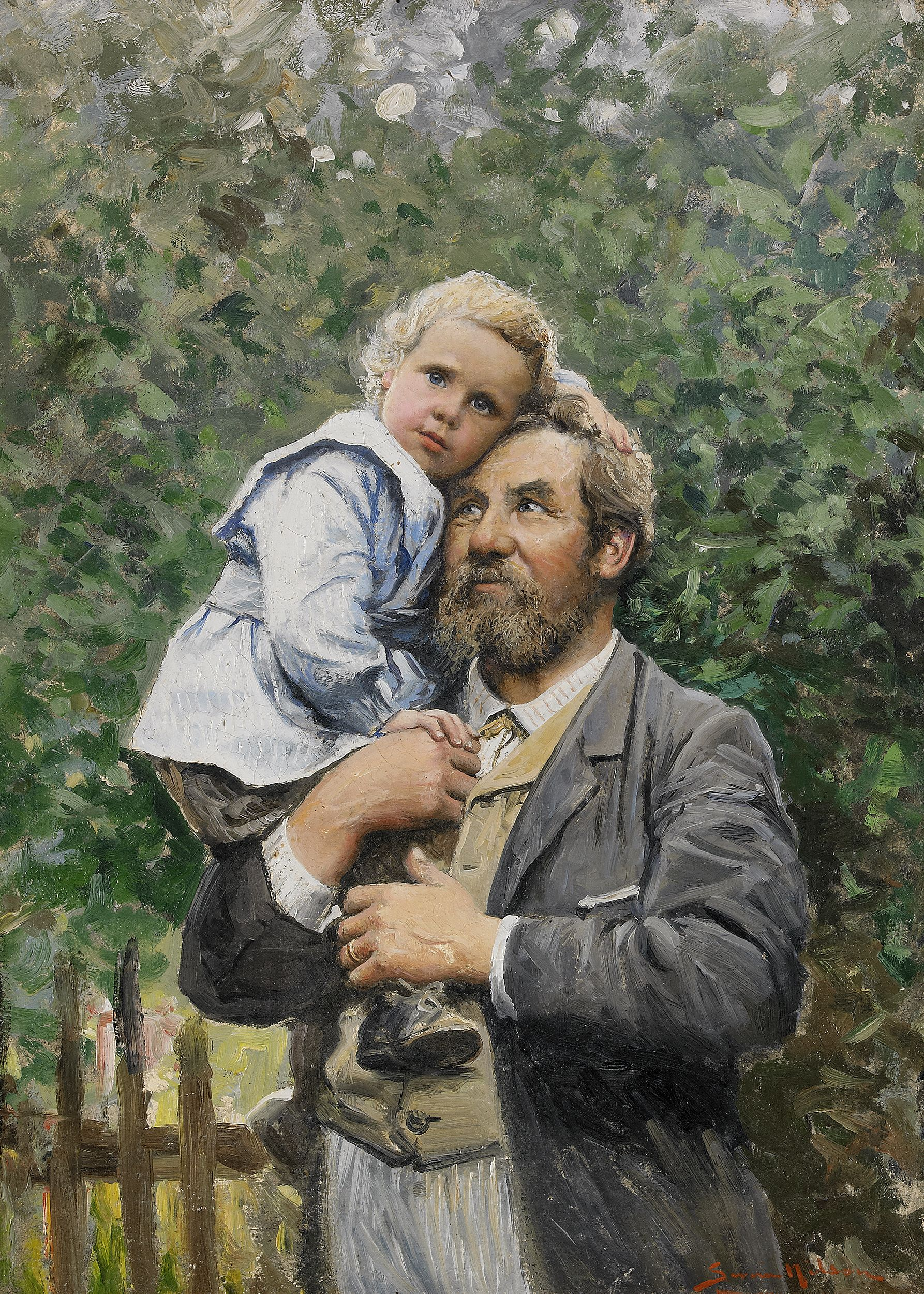

الشخصية الأبوية هي عكس مشاعر -ضمن المستوى النفسي العميق- على شخص آخر وعادة ما يكون أكبر سنًا، وذو سلطة وقوة، حيث يتولد تجاهه نفس المشاعر التي تتولد تجاه الأب البيولوجي، وبالرغم من ذلك، فإن المصطلح الحرفي لا يقتصر فقط على الوالد البيولوجي للشخص -وخاصة الطفل- ولكن يمكن أن يلعبه الأعمام، أو الأجداد، أو الأخوة الأكبر، أو الأصدقاء وغيرهم.
لقد اقترحت عدة مقالات أن هناك ارتباطًا عامًّا بين الشخصية الأبوية الإيجابية وبين النمو الصحي للطفل سواء لدى الصبية أو الفتيات.

## التعريف
حسب القاموس الدولي لعلم النفس فإن الشخصية الأبوية هو رجل يتم النظر إليه والتعامل معه وكأنه أب،،= لكن لدى القاموس النفسي لجمعية علم النفس الأميركية تعريف أكثر شمولا، فهو بديل عن الأب البيولوجي والذي يقوم بتأدية وظائفه الأبوية ويكون محورا في تحديد الهوية وهدفا للتعلق، وقد تشمل الشخصية الأبوية أشخاصا كالآباء بالتبني وأزواج الأمهات والأخوة الأكبر سنا والمعلمين وغيرهم، ويشير هذا القاموس أن المصطلح مرادف للوالد وأب بديل فهو يستثني بهذا الوالد البيولوجي، بينما يقترح التعريف الأول أن المصطلح ينطبق على أي إنسان وضمنا الوالد البيولوجي. 

## أهميته في تطور الطفل
يقوم الأب أو صاحب الشخصية الأبوية بدور رئيسي في حياة الطفل كمقدم رعاية أولية، وتشرح نظرية التعلق كيفية ارتباط الطفل بوالده ومتى يبحث عن شخصية أبوية منفصلة، ووفقا لدراسة أجريت عام 2010 فإن نموذج تعلق الرضيع بمقدم الرعاية الأولية له تأثير مباشر على كيفية استجابة هذا الرضيع للآخرين وهذه الاستجابة قد تستمر مدى الحياة، كما أظهرت دراسات أخرى أجريت عام 2011 أن الآباء يميلون لممارسة اللعب الخشن أكثر من الأمهات مع أبنائهم. وتوفّر الشخصية الأبوية وظائف أخرى: كالمساعدة في تأسيس حدود شخصية بين الأم والطفل،وتعزيز الانضباط الذاتي والعمل الجماعي وتطوير الهوية الجنسية.

## عدم وجود الشخصية الأبوية
أظهرت الدراسات أن عدم وجود الشخصية الأبوية في حياة الطفل يمكن أن يكون له آثار سلبية شديدة على نفسية الطفل وشخصيته، وفي حين أن وجود الشخصية الأبوية الإيجابية له دور كبير في النمو الصحي للطفل.